# Sutra del rinoceronte

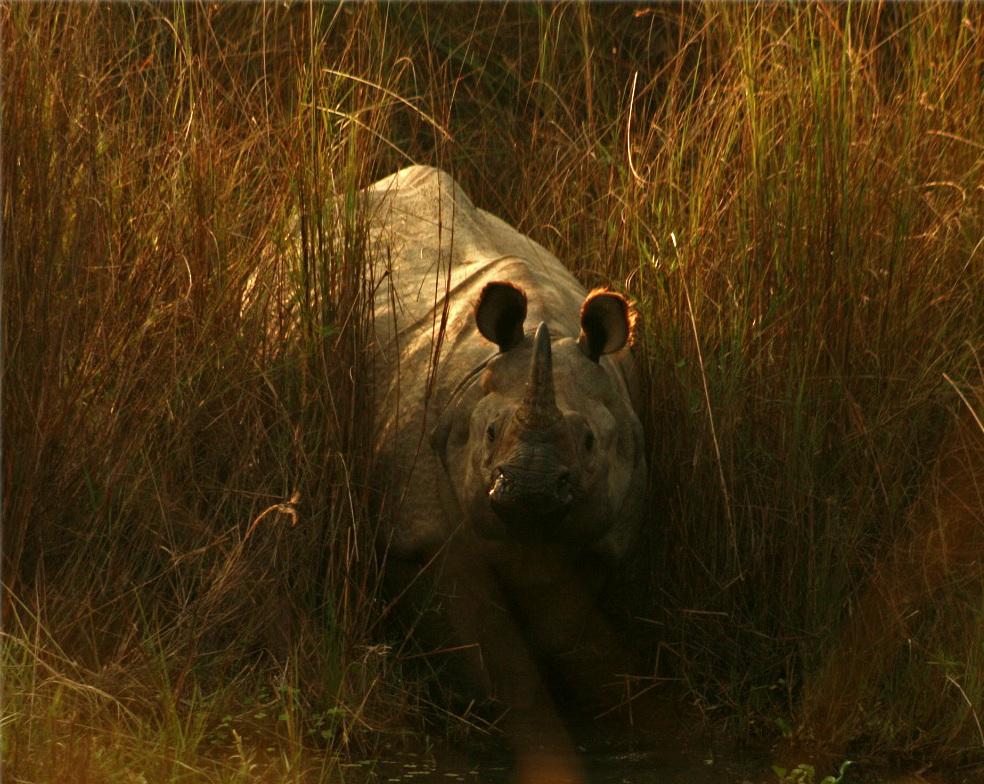
Un rinoceronte indio en estado salvaje.

El Sutra del rinoceronte (en pali: Khaggavisāṇa-sutta; en sánscrito: Khaḍgaviṣāṇa-gāthā; Gāndhārī o Khargaviṣaṇa-gasa) es uno de los texto budistas más antiguos. Enfatiza los aspectos positivos de la práctica ascética individual como medio para alcanzar la iluminación y advierte sobre los problemas de la práctica como persona laica o en una comunidad de monjes. Académicos budistas han asociado este tipo de práctica a la de los pratyekabuddha (budas que alcanzan la iluminación en solitario y que por lo general no dejan discípulos), que vagaban por los bosques de India como los rinocerontes. De hecho, es posible que este sutra esté identificado en la traducción china del Mahāsāṃghika vinaya y, por lo tanto, también se le haya referido con un nombre Gāndhārī similar al Pracegabudha-sutra.

## Orígenes
El Sutra del rinoceronte ha sido identificado durante mucho tiempo, junto con el Aṭṭhakavagga y Pārāyanavagga, como uno de los primeros textos encontrados en el Canon Pali .  Esta identificación se ha visto reforzada por el descubrimiento de una versión en los textos budistas de Gandhāran, uno de los manuscritos budistas (y, de hecho, indios) más antiguos que existen. También hay una versión budista sánscrita híbrida en el Mahāvastu. La antigüedad de este texto, junto con la práctica individual y solitaria. Diverge del budismo convencional orientado a la vida social o comunitaria en templos y monasterios. Esto ha llevado a algunos académicos a sugerir que representa un vestigio de una etapa muy temprana del budismo.

## Temas
La Escritura consta de una serie de versículos que analizan tanto los peligros de la vida comunitaria como los beneficios de la soledad. Casi todas las estrofas terminan con este tipo de sugerencias, de que la práctica solitaria es mucho más efectiva que cualquier otro tipo de vida y que es más conveniente vivir en soledad como un rinoceronte indio. Los versos son algo variables entre versiones, al igual que el orden de los versos, lo que sugiere una rica tradición oral que divergió regionálmente o por secta antes de ser escrita.

## Asociación con los pratyekabudas
Los comentarios tradicionales sobre el texto han asociado unánimemente el Sutra del rinoceronte con la tradición budista de los pratyekabuddhas.
En el Abhidharma-samuccaya, una obra mahayana del siglo IV, Asaṅga describe a los seguidores del Pratyekabuddhayāna como aquellos que viven solos como el cuerno de un rinoceronte, o como budas solitarios (sct. pratyekajina) que viven en un pequeño grupo. Aquí se caracterizan por utilizar el mismo canon de textos que los śrāvakas que siguen el Śrāvakayāna, es decir, el Śrāvaka Piṭaka, pero que tienen un conjunto diferente de enseñanzas, el Pratyekabuddha Dharma.

## Controversia de nombres
Existe una disputa en curso sobre si el título, sutra "cuerno de espada", debe tomarse como un compuesto tatpuruṣa ("una espada que es un cuerno") o como un compuesto bahuvrīhi ("aquel que tiene una espada como cuerno"). En el primer caso, el título debería traducirse como "El Sutra del cuerno de rinoceronte"; en el último caso, debería traducirse "El Sutra del rinoceronte". Existe evidencia textual que respalda cualquiera de las interpretaciones.
Por lo general, las tradiciones mahayana en la India tomaron el título para referirse a la imagen de un rinoceronte indio, que es un animal solitario. La tradición Theravāda tendía hacia la interpretación del "cuerno de rinoceronte", pero existe cierta variación entre los académicos Theravāda, y algunos se refieren a la imagen de un rinoceronte en lugar a la del cuerno de rinoceronte.

## Ubicación en Cánones Budistas
En el Sutta Pitaka, este sutta pali es el tercer sutta del primer capítulo del Sutta Nipata del Khuddaka Nikaya (Uragavagga, o el "Capítulo de la Serpiente", llamado así por el primer sutta del capítulo) y, por lo tanto, se puede hacer referencia a él en el Canon pali como "Sn 1.3".